# Streptocarpus itremensis
Streptocarpus itremensis är en tvåhjärtbladig växtart som beskrevs av Brian Laurence Burtt. Streptocarpus itremensis ingår i släktet Streptocarpus och familjen Gesneriaceae. Inga underarter finns listade i Catalogue of Life.